# 颗粒六足蟹
颗粒六足蟹（学名：Hexapus granuliferus）为长脚蟹科六足蟹属的动物。分布于澳大利亚以及中国大陆的福建等地，主要生活于海水。